# ماریون، استرالیای جنوبی
ماریون (به انگلیسی: Marion) یک حومه شهر در استرالیا است که در استرالیای جنوبی واقع شده‌است.